# Alfredo Pacheco
Alfredo Alberto Pacheco (Santa Ana, 1º dicembre 1982 – Santa Ana, 27 dicembre 2015) è stato un calciatore salvadoregno, di ruolo difensore.